# Conselve
Conselve là một đô thị thuộc tỉnh Padova vùng Veneto, located about 40 km về phía tây nam của Venezia và cách khoảng 20 km về phía nam của Padova. Tại thời điểm ngày 31 tháng 12 năm 2004, đô thị này có dân số 9.521 người và diện tích 24,2 km².
Đô thị Conselve bao gồm các frazioni (các đơn vị cấp dưới, chủ yếu là làng) Palù and Beolo.
Conselve giáp các đô thị: Arre, Bagnoli di Sopra, Cartura, San Pietro Viminario, Terrassa Padovana, Tribano.